# Херфорд
Хе́рфорд (нем. Herford [ˈhɛɐ̯fɔɐ̯t], н.-нем. Hiarwede) — город в Германии, районный центр, ганзейский город, расположен в земле Северный Рейн-Вестфалия.
Подчинён административному округу Детмольд. Входит в состав района Херфорд. Население составляет 64 088 человек (на 31 декабря 2010 года). Занимает площадь 78,98 км². Официальный код — 05 7 58 012.
Город подразделяется на 12 городских районов.

## Промышленность
Три из пяти крупнейших европейских компаний по производству мужской одежды имеют свои штаб-квартиры в Херфорде: Ahlers AG (de:Ahlers (Unternehmen)) и Leineweber GmbH & Co. KG (de:Leineweber (Unternehmen)) — с 1932 года; и bugatti Holding Brinkmann GmbH & Co. KG (de:Bugatti (Bekleidung) — с 1947 года.

Штаб-квартира и производство компании T+A elektroakustik GmbH (высококачественная электроакустика и бытовая электроника: громкоговорители, усилители и пр.); также
компания Glockenklang GmbH (громкоговорители и системы звукоусиления).

## Военные объекты
В Херфорде располагался штаб 1-й бронетанковой дивизии Соединенного Королевства в гарнизоне Вестфалия (Westfalen Garrison), входившей в состав британских вооруженных сил в Германии, до тех пор, пока дивизия не переехала в Соединённое Королевство в 2015 году.
Студия радиовещательной службы британских вооруженных сил (British Forces Broadcasting Service, BFBS) для Германии располагалась в казармах Вентворта (Wentworth) до 2009 года, когда она переехала в Хёне.

## Галерея
- Кафедральный собор Херфорда (лютеранский)
- Церковь Святого Иоанна (лютеранская, периодично проходят службы греческой православной общины)
- Ратуша
- Фонтан «Гуси»
- Река Верре течет через Херфорд
- Вокзал
- Больница
- Дом кантора
- Гибелхаус (Фахверк)
- Мост Ханзабрюке
- Институт духовной музыки
- Академия рок-музыки (основана в 2008 г.)
- Дискотека «GO!PARC»

## Знаменитые уроженцы
Генрих Херфордский — хронист из монастыря Св. Павла в Миндене, монах-доминиканец.
Здесь родился известный певец, вокалист коллектива «Alphaville» Хартвиг Ширбаум, известный под псевдонимом Мариан Гольд, композитор Хайнц Рёттгер, один из самых известных немецких подводников Отто Веддиген и российский историограф Герхард Миллер.
Также в Херфорде провёл последние годы жизни офицер Латышского легиона СС Янис Цирулис (1910—1979), обвиняемый в России в участии в массовых казнях у деревни Жестяная Горка Новгородской области в 1942—1943 годах.